# Vincent Korda
Vincent Korda (* 20. Juni 1896 in Pusztatúrpásztó, Österreich-Ungarn; † 4. Januar 1979 in London, Großbritannien) war ein ungarischer Filmarchitekt, der, wie sein älterer Bruder, der Regisseur Alexander Korda, eine erfolgreiche Karriere beim britischen Film machte. Sein anderer älterer Bruder Zoltan Korda wurde ebenfalls Regisseur in Großbritannien.

## Leben
Vincent Korda hatte Malereistudien in Budapest, Wien, Florenz und Paris unternommen, wo er sich auch als Maler niederließ. Sein Bruder Alexander engagierte ihn daraufhin als Designer für den Film Marius. 1932 übersiedelte auch Vincent nach London, wo Alexander wesentlich am Aufbau der britischen Filmindustrie beteiligt war und große Erfolge feierte. Für ihn stattete Vincent in der Folge fast alle Groß- und Renommierprojekte aus, darunter zahlreiche Historien-, Kostüm- und Kolonialepen, die häufig die britische Geschichte und das Empire feierten, etwa in Das Privatleben Heinrichs VIII., Die scharlachrote Blume, Bosambo, Gefahr am Doro-Paß und Vier Federn. Nebenbei stattete er auch die berühmteste Londoner Bühne – das Old Vic Theatre – aus. Weitere Ausstattungsarbeiten übernahm er für Filme seines Bruders Zoltan.
Für den Science-Fiction-Film Was kommen wird kreierte er futuristische Kulissen, seine bedeutendste Arbeit war jedoch die Neuverfilmung Der Dieb von Bagdad (1940), der ein im britischen Film bisher unbekanntes Ausmaß an Prachtentfaltung und Phantasienreichtum schuf. Für seine zahlreichen Kulissenideen für Paläste, Serails, eine arabische Modellstadt, Schatzheiligtum, künstliche Gebirgslandschaft und weiteres in diesem Film wurde er mit einem Oscar für das „Beste Szenenbild“ ausgezeichnet.
Nur wenig später nach Fertigstellung des Films verließ er gemeinsam mit Bruder Alexander London nach Hollywood, wo er seit Kriegseintritt der USA 1941 filmisch weitgehend inaktiv blieb. Erst nach seiner Rückkehr 1945 war er wieder als Set-Designer bzw. Szenenbildner tätig. Ab Mitte der 1950er-Jahre war Vincent Korda kaum noch für Kulissen für den Film zuständig. Seine letzten Arbeiten wurden die US-amerikanische Großproduktion Der längste Tag und der Episodenfilm Der gelbe Rolls-Royce.
Sein Sohn ist der Schriftsteller und Herausgeber Michael Korda.

## Filmografie (Auswahl)
- 1931: Marius
- 1933: Das Privatleben Heinrichs VIII. (The Private Life of Henry VIII.)
- 1934: Katharina die Große (The Rise of Catherine the Great)
- 1934: Das Privatleben des Don Juan (The Private Life of Don Juan)
- 1934: Die scharlachrote Blume (The Scarlet Pimpernel)
- 1935: Ein Gespenst geht nach Amerika (The Ghost Goes West)
- 1935: Was kommen wird (Things to Come)
- 1936: Der Mann, der die Welt verändern wollte (The Man Who Could Work Miracles)
- 1936: Rembrandt
- 1938: Gefahr am Doro-Paß (The Drum)
- 1939: Vier Federn (The Four Feathers)
- 1939: Testflug QE 97 (Q Planes)
- 1940: Der Dieb von Bagdad (The Thief of Bagdad)
- 1940: Major Barbara
- 1941: Lord Nelsons letzte Liebe (That Hamilton Woman)
- 1941: Ein Frauenherz vergißt nie (Lydia)
- 1942: Sein oder Nichtsein (To Be or Not to Be)
- 1942: Das Dschungelbuch (Rudyard Kipling’s Jungle Book)
- 1948: Kleines Herz in Not (The Fallen Idol)
- 1948: Bonnie Prince Charlie
- 1949: Der dritte Mann (The Third Man)
- 1951: Der Verdammte der Inseln (Outcast of the Islands)
- 1952: Der unbekannte Feind (The Sound Barrier)
- 1954: Feuer über Afrika (Malaga)
- 1955: Traum meines Lebens (Summertime)
- 1955: Lockende Tiefe (The Deep Blue Sea)
- 1960: Scent of Mystery
- 1962: Der längste Tag (The Longest Day)
- 1964: Der gelbe Rolls-Royce (The Yellow Rolls-Royce)